# Frédéric Van de Kerkhove
Frédéric Jean Louis Van de Kerkhove ook gekend als Fritz Van de Kerckhove en als l'Enfant de Bruges (Sint-Kruis, 4 september 1863 - aldaar, 12 augustus 1873) was een Belgisch kunstschilder-wonderkind die op jeugdige leeftijd gestorven is.

## Levensloop
Fritz was de zoon van Jan Van de Kerkhove († 1881), een Brugse graanhandelaar en amateurschilder van genres en landschappen.
Fritz Van de Kerckhove werd beschreven als iemand die nooit had leren lezen of schrijven. Hij had een hydrocefaal hoofd. Hij schilderde vanaf zijn zevende, zonder enige opleiding, kleine landschappen die van een merkwaardige maturiteit getuigen met hun schetsmatigheid en monochrome bruinachtige tinten. Hij schilderde op kleine panelen met een oud paletmes kleurrijke en poëtische taferelen zonder dat men de hand van een beginneling erin terugvond. Ze doen denken aan schilderijen uit de School van Barbizon.
Hij is op de leeftijd van 9 jaar en 11 maanden overleden. Na zijn dood werden een honderdtal kleine schilderijen op paneel in het begin van 1875 tentoongesteld in de Cercle artistique et littéraire in Brussel. Deze gebeurtenis had grote weerklank in de pers. Hij werd een wonderkind genoemd, een geniale inwoner van Brugge. Dezelfde expositie werd ook gehouden in Antwerpen en Gent en, in 1877, in Parijs. De verkoop van zijn schilderijen bracht 2000 fr op (toen een aanzienlijk bedrag). Hij werd vergeleken met Mozart, die ook als wonderkind was gestart.
In het kunsttijdschrift "La Fédération Artistique" en elders woedde een tijdlang een polemiek over het auteurschap van die werken: sommigen beweerden dat ze het werk waren van de vader. Sommigen twijfelden of hij, met een dergelijke geëvolueerde techniek, wel de auteur kon zijn van de vele kleine landschappen en etsen die op zijn naam stonden. Men verwees eveneens naar zijn vader als amateurschilder. Jean Rousseau (1829-1891) was een der heftigste critici van dit wonderkind, terwijl Buls (latere burgemeester van Brussel) de authenticiteit van de werken verdedigde. Buls noemde deze schilderijen meesterwerken en vergeleek Fritz Van de Kerckhove met Corot, Courbet, Daubigny, maar ook met Breughel of Van Goyen. De hele heisa leidde tot een rechtszaak. Getuigen traden naar voor die verklaarden de kleine zelfstandig aan het werk te hebben gezien. Deze betwisting werd uiteindelijk in de kiem gesmoord door een (politiek geladen) stemming in de Brugse gemeenteraad in 1875.
Na zijn overlijden werden zijn landschappen door zijn vader en zijn zuster gegraveerd en in bundels uitgegeven. Er bestaat een bundel van 25 etsen en een andere van 100 (eigenlijk 126) stuks. Beide werden uitgegeven in 1877.

## Graf
Hij ligt begraven in het familiegraf van Van de Kerkhove op het oud kerkhof van Sint-Kruis. Op de grafsteen staat een obelisk ontworpen door de Brugse architect Louis Delacenserie, ontwerper van het Antwerpse Centraal Station, met het portret van Frédéric in een bronzen medaillon.

## Galerij

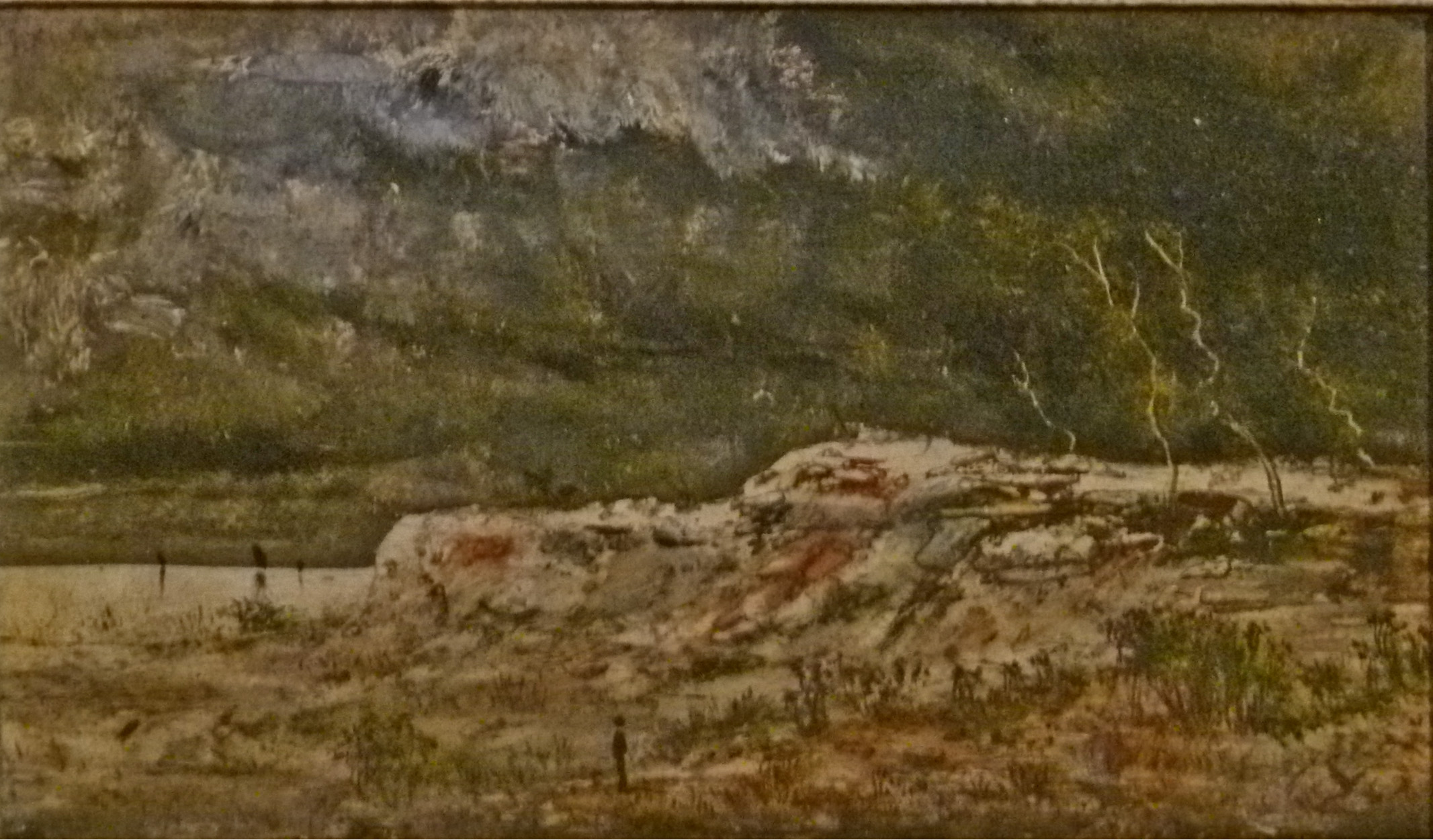
"Zee- en duinenzicht" (privébezit)
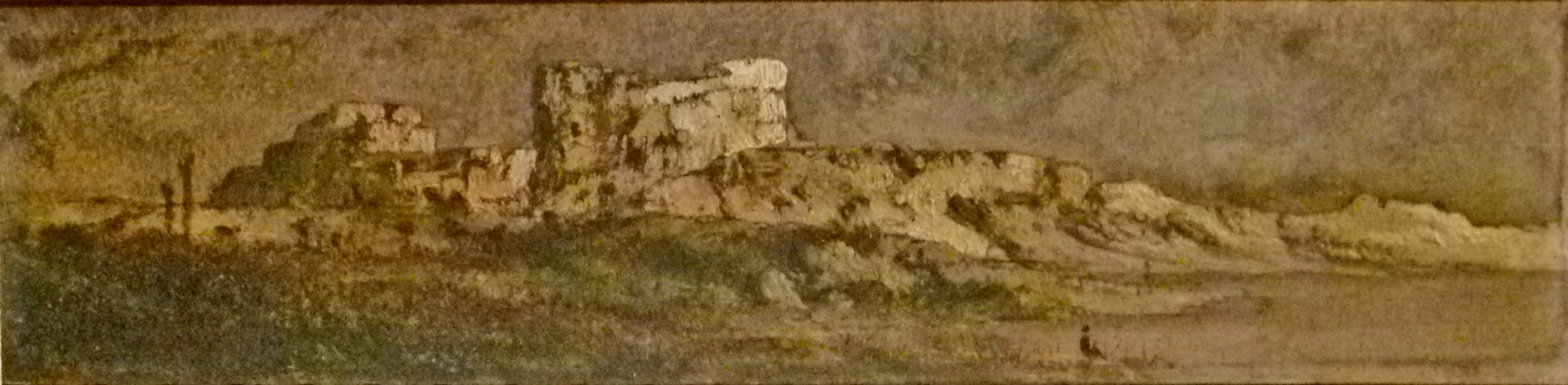
"Zee- en kustzicht" (privébezit)

## Publicaties
- Cahier de 25 eaux-fortes d'après Frédéric Van de Kerkhove, gravées par son père et sa soeur"", Le journal des Beaux-Arts.
- Cent eaux-fortes gravées par J. Van de Kerkhove d'après les tableaux de Frédéric Van de Kerkhove, mort en 1873 à l'âge de 10 ans et 11 mois, P., A. Lévy, 1877, gd 4°, 16 p. (introduction d'A. Siret) et 126 (et non 100) eaux-fortes hors texte.